# Trematopora horrida
Trematopora horrida är en mossdjursart som beskrevs av Pocta 1902. Trematopora horrida ingår i släktet Trematopora och familjen Trematoporidae. Inga underarter finns listade i Catalogue of Life.